# Lega NEBL
La Lega NEBL, o Lega Nord Europea di Pallacanestro, (inglese: North European Basketball League) è stata un'importante competizione per club di pallacanestro, attiva tra il 1998 e il 2002.
Fondata su idea e sotto la spinta di Šarūnas Marčiulionis, alla prima edizione vide partecipare 8 squadre provenienti da Estonia, Finlandia, Lettonia, Lituania e Svezia, per poi crescere di numero, fino alle 31 squadre partecipanti della stagione 2001-2002, provenienti da Belgio, Bielorussia, Bulgaria, Danimarca, Germania, Gran Bretagna, Israele, Jugoslavia, Macedonia, Polonia, Repubblica Ceca, Romania, Russia, Turchia e Ucraina.
Per molti aspetti è stata presa a modella dalla Lega Adriatica e dalla Lega Baltica.

## Squadre partecipanti

### Stagione 1998-1999
| Lituania - Alytaus Alita - Lietuvos rytas - Žalgiris Kaunas | Lettonia - Brocēni - Ventspils |                         |
| Estonia - Kalev                                             | Finlandia - ToPo Helsinki      | Svezia - Plannja Basket |

### Stagione 1999-2000
| Lituania - Alytaus Alita - Lietuvos rytas - Žalgiris Kaunas | Finlandia - Espoon Honka - ToPo Helsinki | Lettonia - Brocēni - Ventspils | Svezia - Borås Basket - Plannja Basket |                     |
| Danimarca - Magic Great Danes                               | Estonia - Kalev                          | Germania - Skyl. Francoforte   | Russia - CSKA Mosca                    | Ucraina - B.K. Kiev |

### Stagione 2000-2001
| Lituania - Lietuvos rytas - Šiauliai - Žalgiris Kaunas | Lettonia - Brocēni - Ventspils | Russia - CSKA Mosca - Ural Great Perm' | Danimarca - Magic Great Danes | Estonia - Kalev     | Finlandia - Espoon Honka |
| Paesi Bassi - Seagulls Den Helder                      | Polonia - Polonia Varsavia     | Regno Unito - London Towers            | Rep. Ceca - USK Praga         | Ucraina - B.K. Kiev | Svezia - Norrk. Dolphins |

### Stagione 2001-2002
| Bulgaria - Akademik Sofia - Levski Sofia - Jambol | Germania - Cologne 99ers - Mitteldeutscher BC - Würzburg Baskets | Lituania - Lietuvos rytas - Šiauliai - Žalgiris Kaunas | Russia - CSKA Mosca - Samara - Ural Great Perm' | Regno Unito - London Towers - Birmingham Bullets | Lettonia - Skonto Rīga - Ventspils | Macedonia del Nord - Kumanovo - Rabotnički Skopje |
| Ucraina - B.K. Kiev - Odessa                      | Belgio - Verviers-Pepinster                                      | Bielorussia - Hrodna-93                                | Danimarca - Magic Great Danes                   | Estonia - Kalev                                  | Finlandia - Espoon Honka           | Israele - Hapoel Tel Aviv                         |
| Jugoslavia - Vojvodina                            | Polonia - Polonia Varsavia                                       | Romania - West Petrom Arad                             | Svezia - Alvik Stoccolma                        | Turchia - Fenerbahçe                             |                                    |                                                   |

## Albo d'oro
| Stagione  | Vincitore        | Punteggio | Finalista            |
| 1999      | Žalgiris Kaunas  | 83 - 81   | ASK Brocēni-LMT Riga |
| 2000      | CSKA Mosca       | 95 - 77   | Lietuvos Rytas       |
| 2000-2001 | Ural Great Perm' | 88 - 81   | Žalgiris Kaunas      |
| 2001-2002 | Lietuvos Rytas   | 79 - 74   | Ural Great Perm'     |
| 2002-2003 | UNICS Kazan      | 93 - 90   | Lietuvos Rytas       |